# Elsa Aguirre
Elsa Irma Aguirre Juárez (Chihuahua, Chihuahua, 25 de setembro de 1930) é uma atriz mexicana cujo trabalho atoral se realizou na chamada Época de Ouro do Cinema Mexicano. É considerada como uma das divas mais belas da dita época do cinema no México.

## Biografia
Ele nasceu na cidade de Chihuahua, estado de Chihuahua, em 25 de setembro de 1930. Seus pais eram Jesus Aguirre e Emma Juarez. Seus irmãos são chamados Hilda (falecido), Mario, Alma Rosa e Jesus.
Aguirre era uma garota muito tímida e deixava muito pouco de sua casa. Ele gostava de andar com sua prima Esperanza Aguirre pelas ruas de Chihuahua. Ninguém imaginava que ela se tornaria uma das atrizes mais conhecidas por sua beleza e sensualidade do cinema mexicano e que seria capaz de interpretar alguns personagens de caráter forte. De fato, sua mãe foi quem a apoiou a entrar no mundo do cinema. 

## Carreira
Seu começo no cinema foi circunstancial ou fortuito como ela mesma reconheceu. Quando ela mal tinha 14 anos, ela ganhou um concurso de beleza organizado por uma produtora cinematográfica chamada CLASA Films Mundiales, que estava procurando por novos talentos. E assim, ela e sua irmã Alma Rosa foram selecionadas para participar em 1945 de sua primeira incursão no cinema: um filme de comédia e ficção científica intitulado O sexo forte sob a direção de Emilio Gómez Muriel. Neste filme, Elsa aparece nos créditos com o nome de "Elsa Irma Aguirre". Este filme é importante na história do cinema mexicano, já que é um dos filmes pioneiros do tipo ficção científica. Infelizmente o papel desempenhado por Elsa neste filme não era importante, mas já cativava sua beleza.
No ano seguinte, Elsa e Alma Rosa voltam a filmar outra produção da CLASA Films, intitulada El passenger ten thousand e dirigida por Miguel Morayta. Neste filme, Elsa aparece nos créditos com o nome de "Irma Aguirre". Nos filmes seguintes, ela apareceria com o nome artístico definitivo de "Elsa Aguirre". Elsa diz que "após estes dois filmes minha mãe decidiu retirar-se do mundo da arte, porque comentários muito fofoqueiro acordou, ela ajudou a quantidade de dinheiro que nos deu a cada um (Alma Rosa e ela), mas não foi tão ruim »
Elsa não tinha estudado agir, no entanto, ele tinha uma vocação e o diretor de prestígio Julio Bracho (ele tinha visto em suas pequenas aparições ecrã) considera que seu talento pode ser polida com a experiência e, portanto, apesar da retirada de Elsa depois apenas dois filmes, ir para casa, um bairro de Mixcoac, para fornecer a liderança com seu produtor no filme Don Simón de Lira (1946) atuando ao lado de Joaquin Pardavé e, posteriormente, quando começa uma nova etapa na carreira Elsa, uma etapa que envolveu o trabalho com diferentes empresas de produção cinematográfica, com personagens papel maior e compartilhar algum crédito novamente com sua irmã Alma Rosa longo de sua carreira.
Elsa Aguirre tanto cativou com seu talento e beleza no conjunto de Algo flutua na água em 1947, serviu como inspiração para Zacarias Gomez Urquiza e Manuel Esperon se uniram para compor exclusivamente para sua canção Flor de azaléa e foi objecto musical do dito filme. Este filme por Alfredo B. Crevenna, marcaria uma marca profunda na memória de Elsa que o viam como um favorito, jogando ao lado de Arturo de Cordova e Amparo Morillo. A partir de então, Elsa Aguirre acolheria a música Flor de azalea como seu hino pessoal.
Ao longo de sua carreira, participou de vários tipos de produções que incluem comédia, drama, romance, ação, musicais e fantasia; compartilhando créditos com celebridades dos mais importantes da era de ouro do cinema mexicano. Entre os filmes de destaque Elsa Aguirre, além de alguns já mencionados neste artigo são citados: Olhos da juventude (1948), dirigido por Emilio Gómez Muriel e agindo com Joaquin Pardavé; Uma Mulher Decente (1950) de Raúl de Anda e estrelando com Rafael Baledón; A estátua de carne (1951) de Chano Urueta, atuando ao lado de Miguel Torruco e Carlos López Moctezuma; Acapulco (1951), de Emilio el Indio Fernández, compartilhando performances com Armando Calvo e Miguel Torruco; Quatro noites com você (1951) por Raúl de Anda e estrelando junto com Luis Aguilar; Cantando Love (1953) nasceu, com Raul Martinez e dirigido por Miguel M. Delgado, comédia musical, com Luis Arcaraz e sua orquestra, e Perez Prado e sua orquestra; Cuidado com o amor (1954) de Miguel Zacarías, com Pedro Infantey Eulalio González Piporro; Baunilha, Bronze e Morra (Mais uma Mulher) (1956) de Rogelio A. González, com Ignacio López Tarso; Pancho Villa e Valentina (1958) de Ismael Rodríguez, atuando com Pedro Armendáriz; Love Your Neighbor (1958), de Tulio Demichelicon, sua irmã Alma Rosa e Mario Moreno Cantinflas; Casa de Mulheres (1966), de Julián Soler, com Dolores del Río; Os anos vazios (1969) de Sergio Véjar, com Joaquín Cordero, (1970) atuando com Julio Alemán e Pedro Armendariz Jr. em Como esfriar meu marido, entre outras produções.

### Televisão e Teatro
Além de atuar em filmes, Elsa Aguirre também apareceu em teatro de dramaturgos mexicanos da estatura de Hugo Argüelles solicitada sua colaboração em obras como A Feiticeira round (1967), The Lady in Red Moon (1969). Ela também atuou na peça Delirio de Amor (1997). 
Em 1962, Elsa fez sua estréia na televisão, a convite do produtor Ernesto Alonso para participar de uma série intitulada Múmias de Guanajuato. Em 1968, Elsa apareceu em outra produção televisiva de Ernesto Alonso, mas desta vez em uma série chamada Leyendas de México. Seu trabalho na televisão continuou; No ano de 1989, deu vida à personagem Carolina de Castro na telenovela Lo blanco y lo negro, conto criado por Fernanda Villeli e novamente sob a produção executiva de Ernesto Alonso. Para 1995, contou com a participação estelar da telenovela Acapulco, cuerpo y alma, escrita por María Zarattini e produzida por José Alberto Castro. Quatro anos depois, em 1999, ele retorna à televisão, atuando na telenovela Mujeres engañadas, cuja criação e produção foram realizadas por Emilio Larrosa. Mais tarde, em 2001, ele participou da telenovela que é o amor, o escritor, libretista e escritor Monica Agudelo Colômbia, onde a produção foi liderada por Juan David Burns e Elisa Salinas. Ele também fez algum desempenho no melodrama unitário, O que nós mantemos mulheres silenciosas.
Outra das expressões artísticas de Elsa é o canto, e é claro que o seu repertório musical não pode faltar ao seu hino pessoal: Flor de azalea, a música já mencionada na seção anterior.
Praticamente o começo dos anos noventa marcaria a aposentadoria não declarada de Elsa da tela grande, embora ela tenha mencionado várias vezes sua disposição de voltar se eles a ligassem e se ela estivesse interessada no roteiro. É precisamente neste período de sua saída do cinema, quando alterna suas atividades, seja em algumas séries de televisão romântica, seja em alguma representação em um jogo, em um canto direto de apresentação, participando como convidada especial para um evento, para receber um reconhecimento ou um prêmio, etc. Mas sempre o denominador comum dessas atividades é que os convites que fizeram, são para melhorar a categoria do evento.
Em outubro de 2008 ela interpretou a diva mexicana de ópera Esperanza Iris, no Teatro de la Ciudad, em CDMX.

## Vida Pessoal
Sua vida privada tem sido discreta, em comparação com outras estrelas. Ela chegou muito pequena para se estabelecer com toda a sua família na Cidade do México, onde começou seus estudos; quando estava no colégio foi descoberta junto com sua irmã Alma Rosa Aguirre por uma produtora; Assim, passaram de uma oficina de lavar a seco e uma padaria para estrelas de cinema, aos seus 14 e 16 anos de idade.
Em 1949 durante as filmagens de Red Rain por René Cardona, teve um breve romance com o "Charro Cantor" Jorge Negrete, ela o conheceu desde a infância; quando ele estava em casa da escola foi onde a mãe vivia charro cantor e todas as meninas pararam pedindo autógrafos; mais tarde, quando eles compartilhavam em setembro ela aceitou seu pedido de noivado, mas Elsa, com apenas 17 anos de idade, logo percebeu a séria personalidade de Negrete, muito diferente daquele retratado em filmes e que, portanto, estava interessada, então que decidiu terminar o relacionamento.
Durante uma breve aposentadoria de sua vida artística, em finais dos anos cinquenta, Elsa se casa com Armando Rodriguez, seu primeiro marido, que a espancava e abusou dela psicologicamente. Ela então decide se divorciar dele, com o apoio de toda a sua família, especialmente com sua irmã Alma Rosa, que confronta o agressor. Após seu divórcio, Elsa decide retomar sua carreira.
Elsa se casou três vezes. A primeira vez foi com Armando Rodríguez Morado cujo único filho nasceu: Hugo Rodríguez Aguirre, que morreu em 1996, como resultado de uma doença incurável e progressiva, quando ele tinha apenas 30 anos de idade. E como já mencionado, Elsa e Armando finalmente se divorciaram.
Seu próximo casamento foi com o cineasta José Bolanos, famoso por ser o amante mexicano Marilyn Monroe.
Depois de mais um casamento fracassado, casa-se pela terceira vez, agora com um professor yoga chamado José Rafael Estrada Valero.
Precisamente este professor, desde o início da década dos anos setenta, foi quem apoiou Elsa abraçar as disciplinas de vegetarianismo e yoga. Isso contribuiu muito para preservar a sua extraordinária beleza e ajudando a aparentar uma idade mais jovem do que cronológica e oferecer a uma imagem pública de saúde e bem-estar. Esta imagem tornou-se famosa no México, incluindo passou a realizar participações em conferências, nacionais e internacionais, sobre yoga, comida ovolactovegetariana e os segredos para preservar a sua beleza que tem caracterizado muito. Ela sempre afirmou que o ser humano não deve ser apenas bonito por dentro, mas também por fora. Este tem demonstrado ao longo de sua carreira, como Elsa Aguirre é considerado um dos mais belos rostos e um dos corpos mais esculpidos na história do cinema mexicano.
Elsa Aguirre também sentiu inclinação para filosofias, astrologia e Oriental, provavelmente influenciado por seu pai, que praticava Maçonaria. Elsa Aguirre afirmou em várias ocasiões que estas disciplinas a ajudou a equilibrar sua carreira com sua vida privada.

## Filmografia

### Televisão
| Ano      | Título                  | Personagem                      | Emissora  |
| -------- | ----------------------- | ------------------------------- | --------- |
| 1989     | Lo blanco y lo negro    | Carolina de Castro              | Televisa  |
| 1995- 96 | Acapulco, cuerpo y alma | Doña Ana Elena vda. de Montalvo | Televisa  |
| 1999- 00 | Mujeres engañadas       | Cecilia Orendain de Martínez    | Televisa  |
| 2001- 02 | Lo que es el amor       | Abril Castellanos               | TV Azteca |

### Cinema
| Ano  | Filme                                             | Personagem               | Notas                                                          |
| ---- | ------------------------------------------------- | ------------------------ | -------------------------------------------------------------- |
| 1946 | El sexo fuerte                                    |                          |                                                                |
| 1946 | El pasajero diez mil                              |                          |                                                                |
| 1946 | Don Simón de Lira                                 | Blanquita Alas de Cuervo |                                                                |
| 1947 | The Thief                                         | Rosita                   |                                                                |
| 1948 | Algo flota sobre el agua                          |                          | Something Floats on the Water (Título internacional em inglês) |
| 1948 | Los viejos somos así                              | Dalia                    |                                                                |
| 1948 | Ojos de juventud                                  |                          |                                                                |
| 1949 | Midnight                                          |                          |                                                                |
| 1950 | La mujer que yo amé                               |                          |                                                                |
| 1950 | La liga de las muchachas                          |                          | Adorables rebeldes (Título alternativo)                        |
| 1950 | Lluvia roja                                       |                          |                                                                |
| 1950 | Una mujer decente                                 |                          |                                                                |
| 1951 | Amar fue su pecado                                |                          |                                                                |
| 1951 | La estatua de carne                               |                          |                                                                |
| 1952 | Acapulco                                          |                          |                                                                |
| 1952 | Cuatro noches contigo                             | Elsa Peralta             |                                                                |
| 1954 | La perversa                                       |                          |                                                                |
| 1954 | Cantando nace el amor                             |                          |                                                                |
| 1954 | Cuidado con el amor                               | Ana María                |                                                                |
| 1955 | Estafa de amor                                    |                          |                                                                |
| 1956 | La doncella de piedra                             |                          |                                                                |
| 1956 | Orgullo de mujer                                  |                          |                                                                |
| 1956 | Giant                                             | uncredited               | Produção de Hollywood                                          |
| 1957 | La mujer de dos caras                             |                          |                                                                |
| 1957 | Vainilla, bronce y morir (Una mujer más)          |                          |                                                                |
| 1958 | Ama a tu prójimo                                  |                          |                                                                |
| 1960 | Pancho Villa y la Valentina                       | La Valentina             |                                                                |
| 1966 | La vida de Pedro Infante                          | arquivo fotográfico      |                                                                |
| 1966 | Sólo de noche vienes                              |                          |                                                                |
| 1966 | Casa de Mujeres                                   |                          |                                                                |
| 1967 | El pistolero desconocido (El comandante Tijerina) |                          |                                                                |
| 1967 | El hijo de todas                                  |                          | The Son of All – Título international em inglês                |
| 1967 | La vuelta del mexicano                            |                          |                                                                |
| 1968 | El día de la boda                                 |                          |                                                                |
| 1969 | El matrimonio es como el demonio                  | Hilda Cervantes          |                                                                |
| 1970 | Cómo enfriar a mi marido                          |                          |                                                                |
| 1970 | El cuerpazo del delito                            | Maria de Jesus 'Chuchet' | La seductora                                                   |
| 1970 | Las figuras de arena                              |                          |                                                                |
| 1970 | Los años vacíos                                   |                          |                                                                |
| 1977 | La muerte de un gallero                           |                          |                                                                |
| 1980 | Albur de amor                                     |                          |                                                                |
| 1992 | El prófugo                                        |                          |                                                                |

## Prêmios
Elsa Aguirre ganhou inúmeros prêmios e reconhecimentos ao longo de sua longa carreira na área de cinema, teatro, rádio e televisão, dos quais algumas notas curiosas podem ser citadas, por exemplo, ela foi a primeira a ser coroada como rainha da Associação Nacional de Emissoras do México em 1957. 
Outros prêmios destacados são:
- Presea Luminaria de Oro (2005, México).
- Reconhecimento da Associação de Críticos e Jornalistas de Teatro (2005, México).
- Ariel de Oro (Academia Mexicana de Artes e Ciências Cinematográficas, 2003, México) por sua carreira cinematográfica. Prêmio compartilhado com a Film Library da Universidade Nacional Autônoma do México.
- Moons of the Auditorium 2009, México) para uma vida no palco.